# Imię zakonne
Imię zakonne – imię przyjmowane w katolickich zakonach i zgromadzeniach zakonnych po przejściu okresu pierwszej próby − postulatu, podczas obłóczyn, jak również w klasztorach (monasterach) prawosławnych w momencie postrzyżyn mniszych małej schimy.

## Kościół katolicki
Nadawanie imienia zakonnego jest znakiem głębszego posłuszeństwa Kościołowi. Konsekracja, do której przygotowuje się nowicjusz, jest głębszym zakorzenieniem w Chrystusie. Kościół poprzez śluby bierze osobę konsekrowaną na bok, na miejsce odosobnione w sensie społecznym i nakazuje otwarcie się do granic ludzkich możliwości z pomocą łaski Ducha Świętego. Osoba otrzymuje we wspólnocie Kościoła nowe obowiązki, których wcześniej nie miała. Nowe imię uświadamia wagę jej powołania i wyboru oraz dynamizuje imię chrzestne. Wspólnota zakonna jest rodziną w sensie duchowym. W rodzinie zakonnej (klasztornej, prowincjalnej) nie mogą powtarzać się imiona.
Nadanie imienia ma miejsce podczas liturgii obłóczyn. Obrzęd unaocznia obowiązek posłuszeństwa Kościołowi. Odwołanie biblijne bazuje na nadaniu imienia Jezusowi przez Maryję oraz zmianie imion Kefasa (na Piotr) i Szawła (na Paweł). Również kardynał wybrany na papieża zmienia imię, przyjmując nowe obowiązki w Kościele.
Przykłady: Agnes Gonxha Bojaxhiu to imię chrzcielne i nazwisko Matki Teresy z Kalkuty. Teresa to przyjęte przez nią imię zakonne. Piotr z Alkantary to przyjęte po wstąpieniu do zakonu imię Juana de Garabito y Vilela de Sanabria. Juniper to imię zakonne przyjęte przez Miquela Josepa Serra i Ferrerę.

## Prawosławie
Również w Kościele prawosławnym mnichom i mniszkom nadawane są nowe imiona, co podkreśla całkowite zerwanie przez nich z życiem świeckim i rozpoczęcie nowego, poświęconego wyłącznie służbie Bogu. Następuje to w czasie ceremonii postrzyżyn mniszych małej schimy, w momencie symbolicznego obcinania czterech pasm włosów nowego mnicha lub mniszki, a po złożeniu przez nią ślubów wieczystych. Osoba wstępująca do monasteru nie ma prawa wyboru imienia. Jest ono losowane (tradycja grecka) lub wybierane dowolnie przez biskupa lub przełożonego monasteru, który dokonuje postrzyżyn. Fakt, że mniszka lub mnich nie mogą wskazać swojego nowego imienia, symbolizuje całkowite wyrzeczenie się swojej woli. Powtórna zmiana imienia mniszego następuje przy postrzyżynach wielkiej schimy.
Przykłady: Władimir Gundiajew to imię chrzcielne i nazwisko patriarchy moskiewskiego i całej Rusi Cyryla. Cyryl jest imieniem otrzymanym przez niego w momencie postrzyżyn mniszych. Fiodor Amfitieatrow to imię i nazwisko metropolity kijowskiego Filareta. Imię, pod którym był znany jako mnich i biskup, otrzymał przy postrzyżynach małej schimy. Składając w tajemnicy śluby wielkiej schimy, otrzymał po raz drugi nowe imię – Teodozjusz (występując publicznie, nadal posługiwał się jednak imieniem Filaret).